# دانشگاه ملک عبدالعزیز

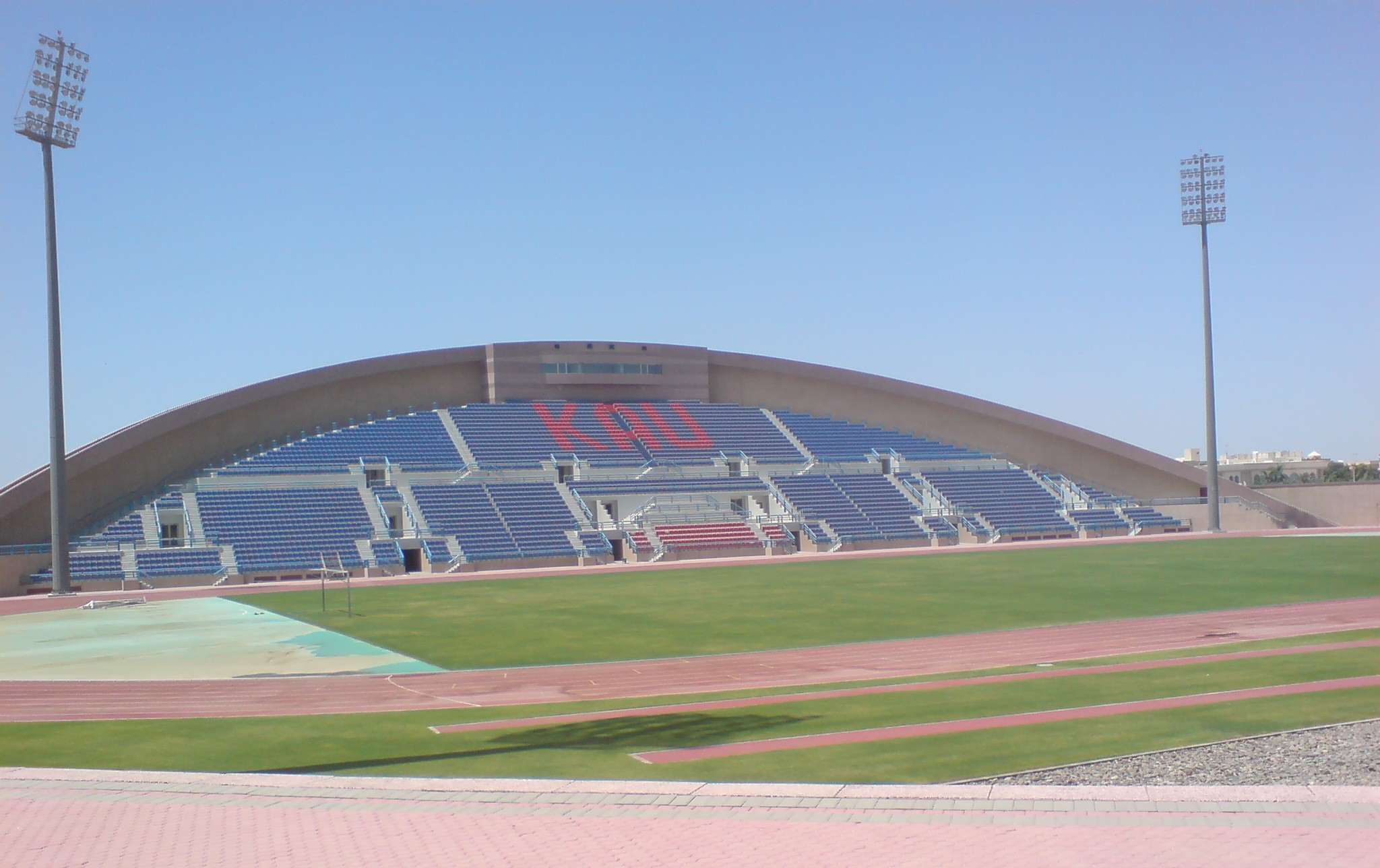
ورزشگاه دانشگاه

دانشگاه ملک عبد العزیز (به عربی: جامعة الملک عبد العزیز)(به انگلیسی: King AbdulAziz University) عنوان مجتمعی آموزشی است که در سال ۱۹۶۷ در جده، عربستان سعودی تأسیس شد. ساختمان این مجموعه طراحی شده توسط معمار بریتانیایی، جان الیوت، بود. در سال تحصیلی ۲۰۰۱-۲۰۰۰، بیش از ۳۷۰۰۰ دانشجو در این دانشگاه آموزش می‌دیدند. در ابتدا این محل به عنوان یک دانشگاه خصوصی توسط یک گروه از تجار و بازرگانان به رهبری شیخ محمد ابوبکر و نویسنده مشهور، حمزه بگاری، به وجود آمده بود. در سال ۱۹۷۴ پادشاه وقت عربستان دانشگاه مذکور را به یک دانشگاه دولتی تحت نظارت شورای آموزشی کشور بدل ساخت.